# Juan Manuel Díaz (diseñador)
Juan Manuel Díaz (Rosario, 16 de mayo de 1974) es un diseñador argentino de automóviles.

## Biografía
Juan Manuel Díaz empezó su carrera con un curso de diseño industrial de tres años en Argentina dictado por el reconocido diseñador López Arenas 1998, consiguiendo ingresar al prestigioso Istituto Europeo di Design, en Turín (Italia). Tras otros tres años de estudio, realizó una pasantía de tres meses en Renault, en la división de vehículos industriales. Luego pasó cuatro meses en Pininfarina donde obtuvo gran experiencia en el manejo de diseño de turismos y finalmente en el 2002 ingresó a Alfa Romeo, convocado por Wolfgang Egger, quien entonces era director de diseño de Alfa Romeo, a quien considera como uno de sus grandes maestros.
Se inició en Alfa Romeo en el departamento de Diseño de Interiores, donde estuvo a cargo del interior del deportivo Alfa Romeo 8C Competizione, del que sólo se construyeron 500 unidades. Luego en el 2006 fue promovido al área de diseño exterior, donde firmó los diseños exteriores de los automóviles concepto Diva y Kamal, además de intervenir en los inicios del diseño del Alfa Romeo Giulietta
En 2006 presenta el Alfa Romeo Diva en el Concorso dEleganza Villa dEste, que obtiene el 3.er premio, detrás del Alfa Romeo 8C spider.
Su propuesta de diseño para el Alfa Romeo MiTo fue seleccionada por Sergio Marchionne entre otras que se presentaron, en un concurso interno de la compañía. La capacidad de Díaz de sintetizar algunas de las mejores líneas del cupé Alfa Romeo 8C Competizione en el modelo más accesible de Alfa convencieron al directorio de llevarlo a la producción. Siendo un éxito rotundo. 
Tras el lanzamiento del MiTo, Díaz asumió en enero del 2010 la responsabilidad de Advanced Design Fiat, donde se encargó de realizar propuestas, finalizar proyectos encaminados y competir de manera interna con las propuestas de diseño de otros departamentos del Grupo Fiat.
A finales de febrero del 2010 fue ascendido a responsable de diseño exterior de la marca, donde estará a cargo de los futuros diseños de la marca, junto al director de diseño de Alfa Romeo Marco Tencone. Hacia el segundo cuarto de 2010, Díaz rechaza la oferta de ser director de diseño de Alfa Romeo y, en septiembre de 2010, se une al grupo VW, con paso en Seat hasta septiembre de 2013, donde fue Team Leader bajo la dirección de Luk Donkerwolke, allí concibió el suv compacto Seat IBX mostrado como Concept en Ginebra de 2010, el derivado de este concept es el Seat Ateca que salió a la producción en 2016. Entre otros proyectos de los que participó para la marca española, fue líder en los inicios del nuevo Seat Ibiza, que estará en producción a fines del decenio actual
Desde septiembre de 2013 ocupa un cargo managerial en el estudio de diseño de Audi Ingolstatd, bajo la dirección de Wolfgang Egger hasta marzo de 2014 y actualmente bajo la dirección de Marc Lichte.Junto a un reducido grupo de diseñadores, el AUDI R8 spyder presentado en el salón de Nueva York en 2016 y actualmente en producción fue uno de sus últimos trabajos de autos de producción en ver la luz. Además fue líder del proyecto A1 de última generación y diseño para la marca de los cuatro anillos el Q2 Etron que la marca comercializa solo en China.
A partir de mayo de 2016 , el diseñador es mánager team leader del grupo de diseñadores encargados de llevar a cabo los proyectos de Audi Motorpsort, bajo la dirección de Dirk Van Braeckel, quien fue director de Bentley, cuya obra principal fue el Bentley Continental presentado a inicios de 2003.
En el año 2018 presentó el diseño del nuevo R8 Gt3 LMS,  vencedor de la competición de 24hs en el circuito de Nurburgring en 2019, y en 2019 presentó el diseño del Audi R8 GT2 LMS en el Festival of Speed en el circuito de Goodwood.En 2020 vio la luz el GT4 LMS, en 2021 el RS3 LMS que corre en la categoría TCR y el último proyecto ue vio la luz bajo su dirección fue el Audi RSQ ETRON, plataforma tecnológica para futuros proyectos z vehículo representante de la marca de los 4 anillos para el Dakar en 2022, todos estos diseños llevan la firma del rosarino
En 2021 se presentó el Audi RSQ Etron, auto del Dakar para Audi, proyecto en el que Juan Manuel lidero de principio a fin.
En mayo de 2022 Díaz deja Audi para unirse a la Startup Beyonca de capitales chinos, para liderar desde Múnich Alemania, el departamento de exteriores de la marca. En octubre de 2022 se presenta el Beyonca OPUS 1 bajo su dirección.
Definido por la prensa internacional como uno de los mejores diseñadores del mundo.

Además de todos estos trabajos Díaz es fundador de Greengo, una empresa que desarrolla vehículos eléctricos de última Milla y colabora fuertemente como consultor de empresas. Sus trabajos más sobresalientes en este campo han sido el diseño del Saldivia Aries GT, producción 2010. Los buses reconvertidos para Moví, empresa de transporte de la Ciudad de Rosario, con dos modelos como el Hybrido el diseño del trolebús 33, un coche disel reconvertido en vehículo eléctrico.